# All Eyes on You
Singles de Meek Mill
B Boy
(2015) R.I.C.O.
(2015)
All Eyes on You est un single du rappeur américain Meek Mill en collaboration avec Nicki Minaj et Chris Brown. Sorti le 26 juin 2015, le titre fait office de premier single pour l'album Dreams Worth More Than Money du rappeur.

## Clip vidéo
Le clip officiel est publié le 27 juillet 2015. Réalisé par Benny Boom, il montre Nicki Minaj et Meek Mill dans leur vie de couple. Avec plus de 400 millions de vues et 1,5 million de likes sur la plateforme YouTube, le clip reste à ce jour le plus populaire de Meek Mill.

## Classements musicaux
| Classement (2015)              | Meilleure position |
| ------------------------------ | ------------------ |
| États-Unis (Hot 100)           | 21                 |
| États-Unis (R&B/Hip-Hop Songs) | 8                  |